# Discothyrea clavicornis
Discothyrea clavicornis é uma espécie de formiga do gênero Discothyrea, pertencente à subfamília Proceratiinae.